# Stetige Funktion mit kompaktem Träger

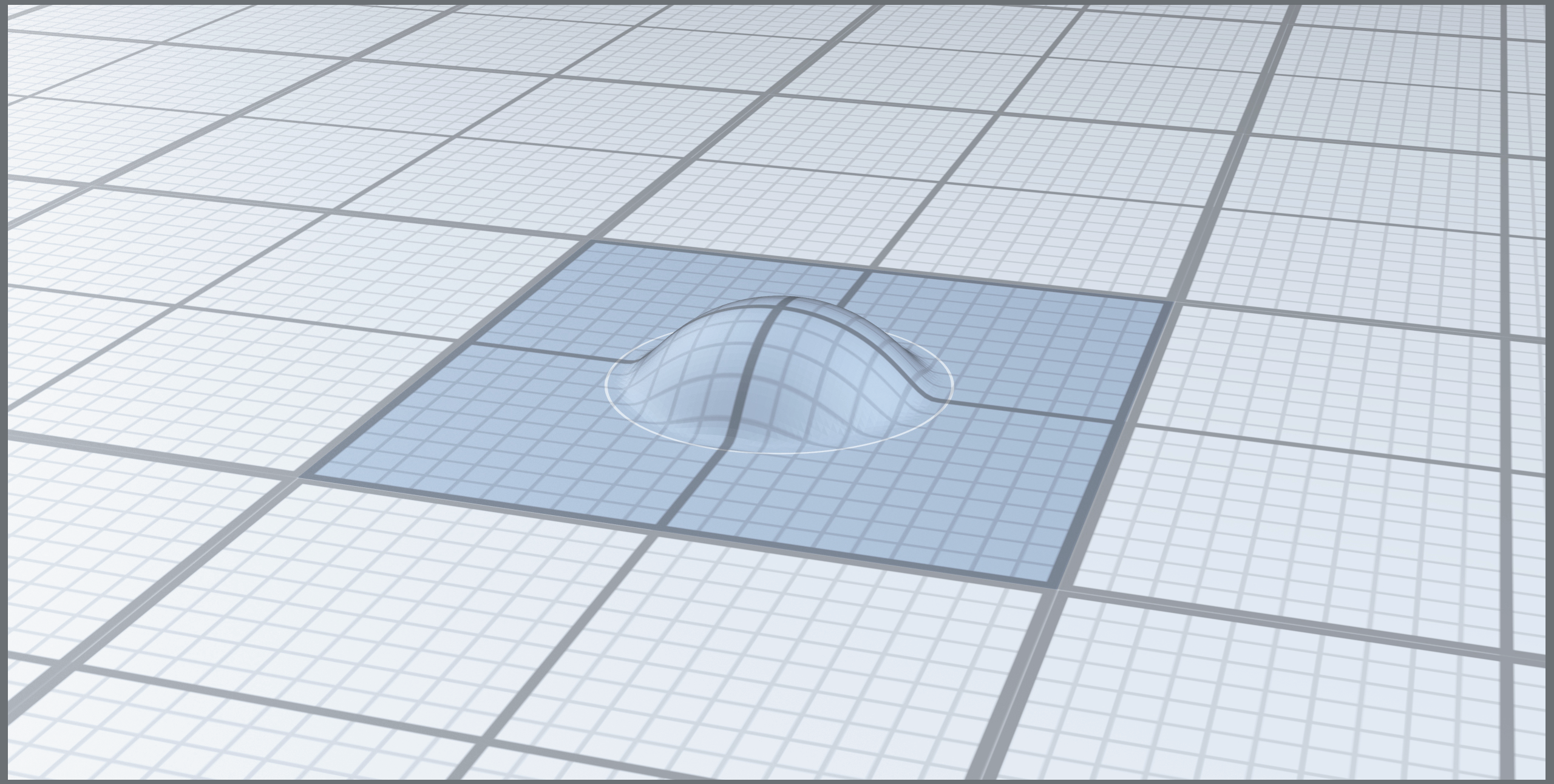
Der Graph der Funktion
mit und.

Eine stetige Funktion mit kompaktem Träger ist eine spezielle stetige Funktion, die außerhalb eines Kompaktums nur den Wert 0 annimmt. Solche Funktionen spielen in der Funktionalanalysis eine wichtige Rolle, ebenso in der Stochastik und der Maßtheorie, wo sie als trennende Familie für Mengen von Maßen und die Definition von Konvergenzbegriffen verwendet werden.

## Definition
Gegeben sei ein topologischer Raum {\displaystyle (X,\tau )} und ein normierter Raum {\displaystyle (S,\|\cdot \|_{S})} sowie eine Abbildung
{\displaystyle f\colon X\to S}.
Die Abbildung {\displaystyle f} heißt eine stetige Funktion mit kompaktem Träger, wenn der Träger der Funktion, also die Menge
{\displaystyle \operatorname {supp} (f):={\overline {\{x\in X\mid f(x)\neq 0\}}}}
eine kompakte Menge ist und die Abbildung stetig ist. Es gilt also, dass die Urbilder offener Mengen (bezüglich der von {\displaystyle \|\cdot \|_{S}} erzeugten Topologie) unter {\displaystyle f} wieder offen sind, also in {\displaystyle \tau } enthalten sind. Ist {\displaystyle X} ein metrischer Raum, so bedeutet dies, dass für alle Folgen {\displaystyle (x_{n})_{n\in \mathbb {N} }}, die gegen {\displaystyle x_{0}} konvergieren, die Bildfolge {\displaystyle (f(x_{n}))_{n\in \mathbb {N} }} gegen {\displaystyle f(x_{0})} konvergiert.
Die Menge aller stetigen Funktionen mit kompaktem Träger wird meist mit {\displaystyle C_{c}(X,S)} oder {\displaystyle C_{c}^{0}(X,S)} bezeichnet. Ist klar, um welche Räume es sich handelt, verzichtet man auch auf deren Angabe, dementsprechend finden sich für {\displaystyle S=\mathbb {K} } oft die Bezeichnungen {\displaystyle C_{c}(X)} oder {\displaystyle C_{c}^{0}(X)}

## Struktur
Definiert man die Addition und die Skalarmultiplikation in {\displaystyle C_{c}(X;S)} punktweise, also
{\displaystyle (f+g)(x):=f(x)+g(x){\text{ sowie }}(\lambda f)(x):=\lambda f(x){\text{ für alle }}x\in X},
so ist {\displaystyle C_{c}(X;S)} ein Vektorraum.
Des Weiteren ist jede stetige Funktion mit kompaktem Träger auch eine beschränkte Funktion. Denn ist exemplarisch {\displaystyle X} ein metrischer Raum, so existiert aufgrund der Stetigkeit zu jedem Punkt {\displaystyle x} ein {\displaystyle \epsilon _{x}}, so dass 
{\displaystyle f(B_{\epsilon _{x}}(x))\subset B_{1}(f(x))}
Überdeckt man nun den Träger von {\displaystyle f} mit den offenen Mengen {\displaystyle (B_{\epsilon _{x}}(x))_{x\in \operatorname {supp} (f)}}, so existiert aufgrund der Kompaktheit eine endliche Indexmenge {\displaystyle I}, so dass {\displaystyle \left(B_{\epsilon _{x_{i}}}(x_{i})\right)_{i\in I}} den Träger überdeckt. Somit gilt
{\displaystyle f(X)=f(\operatorname {supp} (f))\subset f\left(\bigcup _{i\in I}B_{\epsilon _{x_{i}}}(x_{i})\right)\subset \bigcup _{i\in I}B_{1}(f(x_{i}))}.
Also ist {\displaystyle f} beschränkt. {\displaystyle C_{c}(X,S)} ist damit ein Unterraum von {\displaystyle B(X,S)}, dem Raum der beschränkten Abbildungen. Für topologische Räume kann man diese Argumentation mithilfe einer Überdeckung des Trägers mit Mengen der Form {\displaystyle f^{-1}(B_{1}(f(x)))} verallgemeinern.
Aufgrund der Beschränktheit ist die Definition  der Supremumsnorm auf {\displaystyle C_{c}(X;S)} durch
{\displaystyle \|f\|_{\operatorname {sup} }:=\sup _{x\in X}\|f(x)\|_{S}}
sinnvoll und macht {\displaystyle C_{c}(X;S)} zu einem normierten Raum.

### Übergeordnete Strukturen
{\displaystyle C_{c}(X)} ist ein Unterraum von {\displaystyle C_{0}(X)}, dem Raum der stetigen, im Unendlichen verschwindenden Funktionen und der beschränkten stetigen Funktionen {\displaystyle C_{b}(X)}, es gelten also die Implikationen
{\displaystyle B(X)\supset C_{b}(X)\supset C_{0}(X)\supset C_{c}(X)}.
Außerdem ist für ein lokal endliches Maß (bzw. Borel-Maß) {\displaystyle \mu } auf einem Hausdorffraum {\displaystyle X} jede stetige Funktion mit kompaktem Träger auch integrierbar, da
{\displaystyle \int _{X}f\mathrm {d} \mu =\int _{X}f\chi _{K}\mathrm {d} \mu \leq \mu (K)\|f\|_{\infty }<\infty }
da {\displaystyle \mu (K)<\infty } aufgrund der lokalen Endlichkeit. Somit ist in diesem Fall {\displaystyle C_{c}(X)\subset {\mathcal {L}}^{1}(X,{\mathcal {A}},\mu )}.

### Untergeordnete Strukturen
Ein wichtiger Unterraum der stetigen Funktionen mit kompaktem Träger sind die Testfunktionen.

## Wichtige Aussagen
Nach dem Darstellungssatz von Riesz-Markow lässt sich in einem lokalkompaktem Hausdorffraum {\displaystyle X} jede positive Linearform
{\displaystyle I\colon C_{c}(X)\to \mathbb {K} }
darstellen als
{\displaystyle I(f)=\int f\mathrm {d} \mu },
wobei {\displaystyle \mu } ein eindeutig bestimmtes Radon-Maß ist. Dabei heißt eine Linearform positiv, wenn aus {\displaystyle f\geq 0} immer {\displaystyle I(f)\geq 0} folgt.